# كليفورد كامبل
كليفورد كامبل (بالإنجليزية: Clifford Campbell)‏ هو سياسي جامايكي، ولد في 28 يونيو 1892 في جامايكا، وتوفي في 28 سبتمبر 1991. حزبياً، نشط في حزب العمال الجامايكي. وقد انتخب عضو مجلس نواب جامايكا وانتخب Governor-General of Jamaica ‏ (1 ديسمبر 1962 – 2 مارس 1973).